# 水木儀三
水木 儀三（みずき ぎぞう、1928年10月12日 -  2013年2月20日）は、日本の経営者。伊予銀行頭取を務めた。

## 来歴・人物
愛媛県出身。1952年に松山商科大学を卒業し、同年4月に伊予銀行に入行した。1979年12月に取締役に就任し、1982年5月に常務、1987年6月に専務を経て、1989年6月に副頭取に就任し、1991年6月には頭取に昇格。1998年6月に会長を経て、2003年6月には相談役に退いた。
2001年4月に勲三等瑞宝章を受章。
2013年2月20日脳出血のために死去。84歳没。